# قدرت (کتاب خودیاری)
قدرت یک کتاب خودیاری و معنوی است که توسط راندا برن نوشته شده‌است. این کتاب دنباله ای برای کتاب راز نوشته شده در سال ۲۰۰۶ است. این کتاب در ۱۷ اوت ۲۰۱۰ همراه با یک کتاب صوتی بر اساس آن منتشر شد.
این کتاب براساس قانون جذب نوشته شده‌است و ادعا می‌کند که تفکر مثبت می‌تواند موجب افزایش خوشبختی، سلامتی و ثروت شود. برن این قدرت را به عنوان یک قانون اساسی جهانی و شبیه گرانش توصیف می‌کند.

## کتاب‌ قدرت
کتاب قدرت، کتابی است شامل روش‌های پیشرفت در زندگی که توسط راندابرن نوشته شده. کتاب قدرت در ادامه کتاب راز نوشته شده‌است. کتاب در ۱۷ اوت ۲۰۱۰ همراه با یک نسخه صوتی برگرفته از متن کتاب منتشر شد. این کتاب به منظور ایجاد هیجان و نشاط در زندگی، منتشر شد. این کتاب بر پایه قانون جذب انتشار یافته‌است. قانون جذب شامل تفکراتی مثبت است که می‌تواند روی خوشبختی، سلامتی و ثروت انسان تأثیر بگذارد.
| محتوا          |
| -------------- |
| قانون جذب      |
| دربارهٔ نویسنده |
| انتقادات       |
| منابع          |
| پیوند به خارج  |

## قانون‌جذب
از نظر قانون جذب زندگی که شما درحال تجربه ان هستید نتیجه طرز تفکر شما نسبت به اتفاقات اطرافتان است. از نظر راندا فهمیدن و اجرا این قانون بسیار ساده است. همان‌طور که در کتاب راز و قدرت نوشته شده، افراد دارای یک ویژگی مغناطیسی هستند. می‌توانیم کائنات را همانند انسانی بشماریم، زیرا همانند انسان ارتباط می‌گیرند، همانند انسان می‌شنوند، عمل می‌کنند و پاسخ می‌دهند، به همین خاطر می‌گویند قانون جذب سه اصل دارد: بپرسید. باور کنید. دریافت کنید. طبق قانون جذب شما همان چیزی هستید که بخود جذب می‌کنید به عبارت دیگر اگر می‌خواهید اتفاقات خوبی برای شما رخ بدهد، باید نگرش مثبت داشته باشید.

## انتقادات
- ادعاهای مطرح شده در این کتاب بسیار بحث‌برانگیز است و توسط خوانندگان آن مورد انتقاد قرار گرفته‌است. این کتاب همچنین مورد انتقاد شدید منتقدان و دست‌اندرکاران قرار گرفته‌است و برخی ادعا می‌کنند که مفهوم «راز» توسط نویسنده تصور شده‌است و تنها افرادی که از آن ثروت و خوشبختی به بار می‌آورند نویسنده و ناشران هستند.
- منتقدان ادعا می‌کنند که این کتاب براساس یک نظریه علمی ثابت نشده به نام «قانون جذب» است: انرژی‌های شبیه همدیگر را جذب می‌کنند.